# Noruega nos Jogos Olímpicos de Verão de 1908
A Noruega participou dos Jogos Olímpicos de Verão de 1908 em Londres, no Reino Unido. Conquistou duas medalhas de ouro, três medalhas de prata e três de bronze, somando oito no total. Foi a segunda participação do país em Jogos Olímpicos.